# Bandet Nul
Bandet Nul var en dansk digtergruppe, bestående af Klaus Høeck, Asger Schnack og F.P. Jac. Gruppen blev etableret i 1980 og udgav en række digtsamlinger:
- Nul, 1980
- Bandet Nul Live, 1981
- Bandet Nul de Luxe, 1982
- Bandet Nul samler værket, 1983

| Sprog og litteratur | Spire Denne artikel om litteratur er en spire som bør udbygges. Du er velkommen til at hjælpe Wikipedia ved at udvide den. |